# Isothamnis inclemens
Isothamnis inclemens är en fjärilsart som beskrevs av Edward Meyrick 1928. Isothamnis inclemens ingår i släktet Isothamnis och familjen glasvingar. Inga underarter finns listade i Catalogue of Life.